# Barcelona Open 2016
Il Barcelona Open 2016 è stato un torneo di tennis giocato sulla terra rossa. È stata la 64ª edizione del Torneo Godó, parte della categoria ATP Tour 500 nell'ambito dell'ATP World Tour 2016. La competizione si è disputata al Real Club de Tenis Barcelona di Barcellona, in Spagna, dal 18 al 24 aprile 2016.

## Partecipanti

### Teste di serie
| Nazionalità | Giocatore             | Ranking* | Testa di serie |
| ----------- | --------------------- | -------- | -------------- |
| Spagna      | Rafael Nadal          | 5        | 1              |
| Giappone    | Kei Nishikori         | 6        | 2              |
| Spagna      | David Ferrer          | 8        | 3              |
| Francia     | Richard Gasquet       | 10       | 4              |
| Spagna      | Roberto Bautista Agut | 17       | 5              |
| Francia     | Benoît Paire          | 22       | 6              |
| Spagna      | Feliciano López       | 23       | 7              |
| Serbia      | Viktor Troicki        | 24       | 8              |
| Uruguay     | Pablo Cuevas          | 25       | 9              |
| Germania    | Philipp Kohlschreiber | 28       | 10             |
| Ucraina     | Aleksandr Dolhopolov  | 29       | 11             |
| Italia      | Fabio Fognini         | 31       | 12             |
| Francia     | Jérémy Chardy         | 33       | 13             |
| Portogallo  | João Sousa            | 34       | 14             |
| Brasile     | Thomaz Bellucci       | 35       | 15             |
| Russia      | Andrej Kuznecov       | 46       | 16             |

* Ranking all'11 aprile 2016.

### Altri partecipanti
I seguenti giocatori hanno ricevuto una wild card per il tabellone principale:
- Albert Montañés
- Jaume Munar
- Benoît Paire
- Elias Ymer

I seguenti giocatori sono passati dalle qualificazioni:

- Pedro Cachín
- Karen Chačanov
- Márton Fucsovics
- Franko Škugor
- Radek Štěpánek
- Jan-Lennard Struff

I seguenti giocatori sono entrati nel tabellone come lucky loser:
- Renzo Olivo
- Édouard Roger-Vasselin

## Punti
| Torneo    | V   | F   | SF  | QF | 3T   | 2T   | 1T | Q    | Q2   | Q1   |
| Singolare | 500 | 300 | 180 | 90 | 45   | 20   | 0  | 10   | 4    | 0    |
| Doppio    | 500 | 300 | 180 | 90 | N.D. | N.D. | 0  | N.D. | N.D. | N.D. |

## Montepremi
Il montepremi complessivo è di 2.428.355€.
| Torneo    | V        | F        | SF       | QF      | 3T      | 2T      | 1T    | Q2    | Q1   |
| Singolare | 460 000€ | 218 750€ | 104 150€ | 52 075€ | 26 060€ | 13 935€ | 7950€ | 1590€ | 810€ |
| Doppio    | 143 100€ | 68 000€  | 33 520€  | 17 200€ | N.D.    | N.D.    | 8960€ | N.D.  | N.D. |

## Campioni

### Singolare
Rafael Nadal ha sconfitto in finale  Kei Nishikori con il punteggio di 6-4, 7-5.
- È il sessantanovesimo titolo in carriera, secondo della stagione, nono a Barcellona e diciassettesimo ATP Tour 500.

### Doppio
Bob Bryan /  Mike Bryan hanno sconfitto in finale  Pablo Cuevas /  Marcel Granollers con il punteggio di 7-5, 7-5.